# 玉城朝薫
玉城 朝薫（たまぐすく ちょうくん、康熙23年8月2日（1684年9月11日） - 雍正12年1月26日（1734年3月1日））は琉球王国の官僚、劇作家、演出家。組踊を創始した。
向氏辺土名殿内十世で唐名は向受祐（しょうじゅゆう）、童名を思五郎といい、尚真王の三男：尚韶威・今帰仁王子朝典の後裔。

## 概要
中国からの冊封使をもてなすために踊奉行に1718年任命された。奉行職就任後は翌年の重陽の宴にあたり初めて組踊を創作し、上演した。また歌三線にもすぐれ、湛水流を向日長・新里親方朝住に学び、それを子の向廷瑛・奥平親雲上朝喜に伝えた。
なお朝薫が創作した組踊は朝薫の五番とよばれ、「二童敵討」、「執心鐘入」、「銘苅子」、「女物狂」、「孝行之巻」がそれである。
墓所は浦添市前田にある「玉城朝薫の墓」。

## 系譜
父：向明禄・玉城里之子朝致の長男として生まれる（母は真鍋）。父が25歳という若さで亡くなったため、祖父：向国柱・玉城親方朝恩の跡を継ぎ9歳にして玉城間切の総地頭となった。室に馬氏浦添親方良意の娘：真加戸をむかえているが、四男三女をもうけたあと離婚。のち継室として大里間切の照屋筑登之親雲上の娘：武樽をむかえ、計五男五女をもうけた。
- 父：向明禄・玉城里之子朝致
- 母：章氏真鍋　（朝薫を産んでのち家を出て、阿天麟・与儀親雲上守包に嫁ぐ）

- 室：馬氏真加戸
  - 長男：向廷瑚・玉城親雲上朝嘉
  - 長女：思乙　（翁氏安谷屋親方盛孟に嫁ぐ）
  - 次男：朝雄　（向氏砂辺里之子親雲上の嗣子となる）
  - 三男：向廷瑛・奥平親雲上朝喜
  - 四男：向廷璋・玉城里之子朝忠
  - 次女：真鍋　（向氏与世川里之子親雲上朝英に嫁ぐ）
  - 三女：思乙　（向文源・与世山親方朝昌に嫁ぐ）
- 継室：無系武樽
  - 四女：思武太　（毛続熙・豊見嶺親方盛幸に嫁ぐ）
  - 五女：松金　（向氏越来按司朝頴に嫁ぐ）
  - 五男：向廷瓚・玉城朝常　（夭死につき位階称号無し）

## 経歴（月日は旧暦）
- 1684年（康熙23）8月2日　生まれる。
- 1688年（康熙27）2月22日　父：向明禄・玉城里之子朝致が亡くなる。
- 1692年（康熙31）1月19日　祖父：向国柱・玉城親方朝恩が亡くなる。
  - 1月27日　祖父の跡を継ぎ、玉城間切総地頭となる（→玉城里主朝薫）。
- 1696年（康熙35）8月20日　御書院小赤頭となる。
- 1698年（康熙37）8月8日　御書院若里之子となる。
- 1703年（康熙42）8月16日　カタカシラを結う。
- 1704年（康熙43）7月8日　尚氏美里王子朝禎とともに、小姓として薩摩へ上国する。
  - 10月24日　帰国。
- 1705年（康熙44）5月13日　尚氏越来王子朝奇とともに、小姓として薩摩へ上国する。
- 1706年（康熙45）1月28日　薩摩藩主 島津吉貴の上意により、軒端の梅を舞う。
  - 4月8日　帰国。
  - 11月17日　御書院当足役となり、黄冠に陞る（→玉城親雲上朝薫）。
- 1710年（康熙49）7月2日　尚氏美里王子朝禎とともに、与力として上国する。
  - 月日不詳　島津吉貴が江戸へ赴くにあたり、毛光国・江田親雲上盛常、毛氏新城親雲上安房とともにお供することを申しつけられ、通訳の任にあてられた。またこのとき何処でも日本語を話してよいと許しを受けた。
- 1711年（康熙50）3月22日　帰国。
- 1712年（康熙51）7月17日　尚益王の薨去を知らせる飛脚使として上国する。
- 1713年（康熙52）3月5日　帰国。
- 1714年（康熙53）5月26日　尚氏与那城王子朝直、尚氏金武王子朝祐とともに、座楽主取兼通訳として上国する。
- 1715年（康熙54）4月1日　帰国。
  - 5月8日　尚貞王の七年忌にあたり踊奉行となる。
- 1716年（康熙55）12月17日　那覇港の浚渫脇奉行となる。
- 1718年（康熙57）閏8月26日　冊封使の来琉にあたり踊奉行となる。
- 1719年（康熙58）9月9日　重陽の宴にて組踊「二童敵討」と「執心鐘入」を上演。
- 1720年（康熙59）5月15日　御物奉行吟味役となる。
  - 6月24日　那覇里主となる。
- 1722年（康熙61）2月24日　申口方吟味日帳主取となる。
- 1723年（雍正1）2月23日　日帳主取となる。
  - 6月30日　雍正帝の即位と進貢船の覆破を伝える使者として上国する。
  - 9月24日　帰国。
- 1724年（雍正2）6月15日　御物奉行吟味役となる。
- 1725年（雍正3）2月2日　御物奉行となる。
- 1728年（雍正6）2月1日　紫冠に陞る（→玉城親方朝薫）。
- 1729年（雍正7）6月27日　年頭慶賀使として上国する。
- 1730年（雍正8）11月12日　帰国。
- 1734年（雍正12）1月26日　死去（享年51）。